# 倫敦公共交通管理局 (1948—1962年)
本条目中的“伦敦公共交通管理局”指1948年至1962年大伦敦的公共交通管理部门。

## 创建
伦敦公共交通管理局于1948年1月1日根据《英国1947年交通法案》改编自原伦敦客运委员会（英文：London Passenger Transport Board）。此次改编后成为英国运输委员会（英语：British Transport Commission，今英国交通部）的下属机构。 当时的英国运输委员会同时管辖伦敦公共交通管理局和英国国铁。

## 工程
伦敦公共交通管理局曾组织维修并更新了一大批在二战中被破坏的公共交通设施，并新建、续建（因二战而无法进行的工程）了一大批城市轨道交通工程。
成立之初便开始续建1935年开工，1940年因二战而停工的伦敦地铁中央线扩建工程。1948年11月21日，西端终点延伸至西莱斯里普站。1949年，东端终点延伸至翁加尔站。
伦敦公共交通管理局在其存续期间完成了伦敦地铁中央线和伦敦地铁大都会线外围城区、郊区段的电气化工程。
伦敦公共交通管理局刚接手伦敦地铁时，后来属于伦敦地铁中央线西段的格林福德站至西莱斯里普站区间、伦敦地铁中央线东段的莱顿斯通站至翁加尔站（英文名：Ongar Railway Station，现已不属于伦敦地铁）区间，仍使用蒸汽机车（上述伦敦地铁中央线的两个区间早在19世纪便已存在，但当时属于国铁系统，20世纪40年代后期才开始有伦敦地铁列车运行）。1948年11月21日，通往西莱斯里普站的伦敦地铁中央线铁路电气化工程通车；自此之后，乘客前往西莱斯里普站无需换乘蒸汽机车。On the same day, electrification round the "Fairlop loop" in the east was completed. 1949年9月25日起，伦敦地铁所属的电力机车开始进入劳顿站至埃平站区间。不过在1957年11月18日之前，埃平站至翁加尔站区仍使用蒸汽机车，该区间1957年11月18日才实现电气化。1959年，伦敦地铁中央线引入了新型列车。
英国运输委员会1956年主持的伦敦地铁大都会线现代化工程规划中的部分规划并未实现，包括在里克曼斯沃斯站、阿默舍姆站和切舍姆站区间内实现电气化、改建车站、更换列车。1961年9月9日，蒸汽机车完全退出伦敦地铁。到1962年底，新的A60型、A62型列车取代了所有伦敦地铁大都会线在二战前制造的列车。
20世纪50年代，开始直接在爱尔兰及加勒比地区招聘职工。
1956年引入 AEC Routemaster双层巴士。

### 未成规划
伦敦公共交通管理局曾提出一系列伦敦地铁郊区线规划，最终因保护郊区环境、建设伦敦绿带圈、新城区计划取消、郊区客流减少等原因而未能建成 。其中包括：
贝克卢线延伸至坎伯韦尔
北线延伸至布希（Bushey Heath）
北线修建新线连通埃奇韦尔站和磨坊山东站两个支线终点站

### 关闭伦敦有轨电车和伦敦无轨电车
伦敦公共交通管理局于1952年关闭了伦敦有轨电车。1962年关闭了伦敦无轨电车。有专家认为，伦敦公共交通管理局关闭伦敦有轨电车这一做法对1952年伦敦烟雾事件的发生起了推波助澜的作用。

## 重组
20世纪50年代末，英国运输委员会开始陷入资金紧张，而其主要负担来自英国国铁。当时的英国社会充斥着对英国运输委员会庞大而官僚主义的批评。1962年12月31日，在时任首相哈罗德·麦克米伦领导下的保守党政府根据《英国1962年交通法案》进行重组，重组后的部门的英文名为“London Transport Board”。

## 后来的同名机构
“伦敦公共交通管理局（英文：London Transport Executive）”这个名字也曾被存在于1970年至1984年的另一个同名机构使用过。该同名机构是大伦敦委员会的下属机构。